# Косметическая химия
Космети́ческая химия (от греч. κοσμητική – искусство украшать) - это наука о строении и свойствах веществ, используемых в косметических целях, о способах получения косметических средств и о влиянии этих средств на кожу, волосы, ногти человека. Современная косметическая химия применяет знания физики, химии природных и синтетических соединений, биохимии, медицины и других смежных наук. Она развивалась вместе с накоплением сведений о лекарствах и лекарственных растениях, вместе с развитием медицины, химии и физики.
Прикладной задачей косметической химии является создание и производство косметических средств (см. Косметическая промышленность).

## История
Косметическая химия — молодая наука, хотя многие её приёмы (приготовление косметических средств) вошли в практику еще в глубокой древности и описаны еще в IX веке. до н. э. 
Первые известные нам свидетельства настоящего расцвета косметики совпадают во времени с расцветом культуры Древнего
Востока —  в это время косметика развивается у египтян, персов, вавилонян, иудеев, ассирийцев, китайцев и индийцев.
Как наука косметическая химия начала формироваться лишь в XIX веке.

## Классификация продуктов косметической химии
Индустрия моды, огромный потенциал парфюмерно-косметической промышленности и идеология современного общества, требующая от человека молодого и здорового внешнего вида, побуждают людей применять большое количество разнообразных косметических средств. Поэтому сегодня перечень косметической продукции весьма обширен.
На сегодняшний день основными продуктами исследований косметической химии являются:
- Кремы, эмульсии, лосьоны, гели и масла для кожи (рук, лица, ног, и т. д.)
- Маски для лица и составы для пилингов
- Основы для окрашивания кожи (жидкости, пасты, порошки)
- Присыпки, гигиенические присыпки, присыпки после ванн
- Туалетное мыло, ароматическое мыло и т. д.
- Духи, туалетная вода и одеколон
- Продукты для ванны и душа (соли, пена, масла, гели и т. д.)
- Средства для удаления волос
- Дезодоранты и средства от пота
- Средства по уходу за волосами
- Краска для волос, а также для обесцвечивания волос
- Продукция для завивки, выпрямления и фиксации волос
- Фиксаторы и стабилизаторы
- Очищающие продукты (лосьоны, порошки, шампуни)
- Кондиционеры (лосьоны, кремы, масла)
- Продукция для укладки волос (лосьоны, лаки, бриллиантины)
- Продукция для бритья (кремы, пена, лосьоны и т. д.)
- Продукция для макияжа (пудра, тональный крем, тушь для ресниц, румяна) и удаления макияжа с лица и глаз
- Губные помады и продукция по уходу за губами
- Зубные пасты и продукция по уходу за зубами
- Продукция для ухода за ногтями, лаки для ногтей
- Продукция личной гигиены
- Продукция для загара
- Продукция для загара без солнца
- Продукция, отбеливающая кожу
- Продукция против морщин и т. д.

## Основные вещества
Исходя из состава эпидермальных тканей можно утверждать, что в косметические средства должны входить те вещества, из которых эти ткани состоят. Поэтому косметические препараты по уходу за ногтями, кожей, волосами и т.д. содержат аминокислоты и пептиды, жиры и масла, углеводы и витамины. Именно эти необходимые для живых клеток вещества составляют основу косметических средств. Но кроме этих основных видов сырья в косметике используются биологически активные вещества иного происхождения и их комплексы, имеющие определенное функциональное назначение и оказывающие на кожу то или иное положительное влияние.
В производстве косметических средств широко используют природные и синтетические виды сырья. Природные виды сырья могут быть животного, растительного и минерального происхождения. В настоящее время в косметике используется примерно 20000 природных компонентов. Синтетическое сырье получают химическим путём. Оно отличается высокой степенью чистоты. Для синтетического сырья характерно постоянство физико-химических свойств и параметров. Этот факт играет важную роль при составлении многокомпонентных косметических рецептур.
Основные виды ингредиентов для производства косметических средств:
- Жиры животные — наибольшее применение находят куриный, норковый, говяжий и свиной жир, ланолин, спермацет и яичное масло;
- Жиры растительные (масла) — в косметике в основном применяют хлопковое, льняное, касторовое, пальмовое, персиковое, соевое, абрикосовое, подсолнечное, миндальное, оливковое, кокосовое и кукурузное масло, масло какао, авокадо, каритэ, жожоба, виноградной косточки, зародышей пшеницы и др.;
- Воски
- Заменители жиров и масел (синтетические жиры, масла, воски)
- Углеводороды
- Высшие карбоновые кислоты
- Эфирные масла
- Поверхностно-активные вещества
- Солюбилизаторы
- Витамины
- Парфюмерные композиции

Качество сырья имеет огромное значение для производства косметических препаратов. При оценке качества сырья пользуются органолептическими (определяют цвет, запах, вкус, прозрачность, внешний вид) и физико-химическими методами. Для характеристики косметических ингредиентов определяют относительную плотность; температуры плавления, кипения и помутнения; вязкость; показатель преломления; кислотное число; эфирное число; число омыления, йодное число и др.